# 유두열
유두열 (柳斗烈, 1956년 10월 29일 ~ 2016년 9월 1일)은 전 KBO 리그 롯데 자이언츠의 외야수였다. 그의 아들은 현재 KBO 리그 롯데 자이언츠의 코치인 유재신이다.

## 선수 시절

### 롯데 자이언츠시절
마산상고 졸업 후 실업 팀인 한국전력공사에서 활동하다가 1983년 롯데 자이언츠에 입단하였는데 줄곧 포수로 활동했지만 1979년부터 외야수로 전향했다.
1984년 삼성 라이온즈와의 1984년 한국시리즈 7차전 8회초 4:3으로 뒤진 상태에서 상대 선발 김일융을 상대로 좌측 담장을 넘기는 역전 3점 홈런을 쳤다. 이 홈런으로 롯데 자이언츠는 첫 우승을 했고, 그는 1984년 한국시리즈 MVP를 수상했다.

#### 1984년 한국시리즈7차전
10월 9일 - 잠실
| 팀                                                                                      | 1 | 2 | 3 | 4 | 5 | 6 | 7 | 8 | 9 | R | H | E |
| 롯데 자이언츠                                                                           | 0 | 0 | 1 | 0 | 0 | 0 | 2 | 3 | 0 | 6 | - | - |
| 삼성 라이온즈                                                                           | 0 | 3 | 0 | 0 | 0 | 1 | 0 | 0 | 0 | 4 | - | - |
| 승리 투수: 최동원 패전 투수: 김일융 홈런: 롯데 – 유두열(8회 3점) 삼성 – 오대석(6회 1점) |   |   |   |   |   |   |   |   |   |   |   |   |

1984년 한국 시리즈에서 전기리그 우승 팀 삼성 라이온즈와 후기리그 우승 팀 롯데 자이언츠는 접전을 거듭하여 마지막 7차전에 이르게 되었다. 삼성은 2회말부터 기선을 제압하며 3점을 올리고, 6회에는 오대석의 홈런으로 1점을 더하여 4-1로 앞서 나갔다. 그러나 롯데는 7회초에 2점을 만회하여 4-3까지 따라왔고, 8회초 1아웃 상황에서 김용희와 김용철이 연속 안타로 두 명의 주자가 나갔고, 다음 타자인 그가 나오게 되었다. 그는 삼성 선발 김일융의 3구를 받아쳐 왼쪽 담장을 넘어가는 3점 홈런을 터뜨렸다. 이후 롯데 선발 최동원은 무실점으로 삼성 타선을 봉쇄하여 롯데의 한국 시리즈 첫 우승을 이끌었다.
이 당시 에피소드로 롯데의 강병철 감독은 오더를 만들게 하였는데 매니저가 5번 타순에 박용성이 아닌 그를 넣는 실수를 하였다. 그러나 강병철 감독은 타순을 바꾸지 않았고 이것이 전화위복이 되어 유두열이 8회초에 3점 홈런을 기록하면서 롯데의 한국시리즈 우승에 크게 기여하게 된 것이다.

## 야구선수 은퇴 후
은퇴 후 지도자 초기에는 롯데 자이언츠와 한화 이글스에서 코치로 활동했지만, 이후에는 고교야구 쪽에 주로 몸담았다. 김해고등학교 야구부 감독 및 설악고등학교 야구부 타격코치를 거쳐, 충훈고등학교 야구부의 인스트럭터로 있었다.

### 사망
2015년에 신장암이 발견되었고, 이미 몸 전체에 전이되어 손을 쓸 수가 없었다고 한다. 2016년 4월 롯데의 홈 개막전 시구를 했던 게 공식 석상에 마지막으로 나온 모습이었으며, 2016년 9월 1일 신장암으로 사망했다. 향년 60세.

## 경력
- 1982년 야구 월드컵 국가 대표
- 1983년 1월 6일 : 계약금 1,700만 원, 연봉 1,800만 원에 롯데 자이언츠 입단
- 1984년 한국시리즈 MVP
- 1986년 롯데산업(주) 미즈노 Mizuno 광고

## 등번호
- '33' - 롯데 자이언츠

## 출신 학교
- 월포초등학교
- 마산동중학교
- 마산상업고등학교

## 통산 기록
| 연도 | 소속  | 타율  | 경기 | 타수 | 득점 | 안타 | 홈런 | 루타 | 타점 | 도루 | 4구 | 사구 | 삼진 | 병살 |
| ---- | ----- | ----- | ---- | ---- | ---- | ---- | ---- | ---- | ---- | ---- | --- | ---- | ---- | ---- |
| 1983 | 롯데  | 0.307 | 93   | 293  | 34   | 90   | 9    | 135  | 36   | 7    | 37  | 7    | 35   | 5    |
| 1984 | 롯데  | 0.229 | 89   | 292  | 42   | 67   | 11   | 114  | 32   | 9    | 26  | 8    | 38   | 2    |
| 1985 | 롯데  | 0.287 | 103  | 356  | 61   | 102  | 13   | 172  | 50   | 15   | 45  | 14   | 38   | 10   |
| 1986 | 롯데  | 0.239 | 87   | 259  | 30   | 62   | 4    | 85   | 29   | 4    | 34  | 2    | 17   | 4    |
| 1987 | 롯데  | 0.299 | 67   | 234  | 24   | 70   | 4    | 101  | 22   | 6    | 22  | 2    | 17   | 7    |
| 1988 | 롯데  | 0.281 | 99   | 331  | 46   | 93   | 7    | 127  | 38   | 9    | 31  | 4    | 22   | 8    |
| 1989 | 롯데  | 0.187 | 58   | 134  | 10   | 25   | 1    | 36   | 11   | 1    | 16  | 3    | 19   | 3    |
| 1990 | 롯데  | 0.206 | 50   | 107  | 21   | 22   | 2    | 35   | 14   | 3    | 24  | 3    | 14   | 4    |
| 1991 | 롯데  | 0.261 | 88   | 218  | 30   | 57   | 7    | 87   | 36   | 2    | 21  | 4    | 20   | 4    |
| 통산 | 9시즌 | 0.264 | 734  | 2224 | 298  | 588  | 58   | 892  | 268  | 56   | 256 | 47   | 220  | 47   |